# Maxwell Lewis
Maxwell Lewis, född 27 juli 2002 i Las Vegas i Nevada, är en amerikansk professionell basketspelare (SF) som spelar för Brooklyn Nets i National Basketball Association (NBA). Han har tidigare spelat för Los Angeles Lakers.
Lewis draftades av Denver Nuggets i andra rundan i 2023 års draft som 40:e spelare totalt.
Innan han blev proffs studerade Lewis vid Pepperdine University och spelade för deras idrottsförening Pepperdine Waves.